# Sena Jurinac
Sena Jurinac (en realitat: Srebrenka Klementina Kristina Jurinac, des de 1965 Sena Jurinac-Lederle (Travnik (Bòsnia Central), 24 d'octubre, 1921 - Hainhofen, (Baviera, Alemanya), 22 de novembre, 2011), va una cantant (mezzo-soprano/soprano) austríaca iugoslava.

## Biografia
Sena Jurinac va néixer com a filla d'un metge del regiment iugoslau i d'una vienesa. Després de graduar-se a l'escola secundària, va estudiar cant amb Marija Kostrenčić al Conservatori de Música de Zagreb. El maig de 1942 va debutar (en serbo-croat) al Teatre Nacional de Zagreb, com Mimi a La Bohème de Puccini. Va ser contractada per Karl Böhm a l'Òpera Estatal de Viena, on va romandre fins al 1982. Tanmateix, el seu debut a Viena l'1 de maig de 1945 va tenir lloc a la Volksoper de Viena, que va servir com a lloc alternatiu per a l'òpera estatal bombardejada. Jurinac aviat es va fer coneguda com un dels membres de l'Ensemble Mozart de Viena. El 1951 va ser nomenada Kammersängerin i batejada per l'audiència vienesa com "la Sena".

Jurinac era més coneguda pels seus papers de pantalons a Mozart i Richard Strauss, per exemple: a Der Rosenkavalier (entre d'altres a la inauguració del nou Festspielhaus de Salzburg, sota el director Karajan, amb Elisabeth Schwarzkopf i Anneliese Rothenberger; pel·lícula 1960):
| « | "Afortunadament, el 'Rosenkavalier' s'ha conservat en diverses versions, ja sigui sota Karajan... o sota Erich Kleiber... - 'sensacional' va ser el veredicte de ni més ni menys que Carlos Kleiber en l'enregistrament de Jurinac del seu pare." | » |

Sena Jurinac va actuar a gairebé tots els grans teatres d'òpera d'Europa, Amèrica del Nord i del Sud, però mai al Met de Nova York el 1956 va cantar a Austràlia. De 1949 a 1956 va fer aparicions regulars al Festival de Glyndebourne. Els anys 1947 i 1948 va cantar al Festival de Salzburg i va aparèixer repetidament a La Scala de Milà i a l'Òpera de Covent Garden.
Els seus papers destacats inclouen: Marina a Borís Godunov, Tosca a l'òpera homònima de Puccini, Butterfly –i més tard el sagristá– a Jenůfa de Janáček, Elisabetta a Don Carlo de Verdi i Desdèmona al seu Otello. Juntament amb el tenor Peter Anders va gravar una sèrie de duets (cantats en traducció alemanya). A finals de 1949, Sena Jurinac també va cantar amb Peter Anders en un enregistrament complet de l'opereta de Johann Strauss Der Zigeunerbaron dirigida per Franz Marszalek per al WDR, així com en els enregistraments del NWDR d'Hamburg el 1950 sota Wilhelm Schüchter com Rosalinde a Die Fledermaus i el 1952 com a Mariza sota Wilhelm Stephan. Vivint a prop d'Augsburg, cantava sovint al Teatre d'Augsburg.
Durant la seva llarga carrera escènica, "Sena" va treballar, entre d'altres, per: amb els directors Karl Böhm, Herbert von Karajan, Clemens Krauss, Otto Klemperer, Hans Knappertsbusch, Josef Krips i Fritz Busch.
El novembre de 1982, es va retirar dels escenaris com a Marschallin a Der Rosenkavalier, però va continuar treballant com a professora de cant (inclosa a la Universitat de Música de Zuric) i com a jurat en concursos de cant. Entre els seus alumnes hi havia els cantants Gillian Crichton (mezzosoprano), Tomas Kaluzny, Iva Mihanovic (soprano), Christine Schäfer (soprano) i Bo Skovhus.
Sena Jurinac es va casar amb el baríton italià Sesto Bruscantini (1919–2003) a Anglaterra el 2 de juny de 1953, de qui es va divorciar el 1956. El 1961 es va casar amb el cirurgià d'Augsburg Josef Lederle i va canviar el seu nom pel de Sena Jurinac-Lederle. Més recentment, la cantant va viure una vida aïllada amb el seu marit a la ciutat suaba de Neusäß (districte de Hainhofen).
Està enterrada al cementiri de Döbling (Grup 38, Fila 9, Número 1) a Viena.

## Discografia (selecció)
- Quatre últimes cançons de Strauss (enregistrament en directe per Ràdio Sueca 1951 a la Sala de Concerts d'Estocolm amb l'Orquestra Filharmònica Estocolm sota Fritz Busch, llançat el 1989 en CD EMI Références)
- Poppea a Monteverdi, L'incoronazione di Poppea (enregistrament en directe de Viena el 1963 amb Herbert von Karajan)
- Euridice a Gluck, Orfeo ed Euridice (enregistrament en directe Salzburg 1959 sota Herbert von Karajan)
- Ilia in Mozart, Idomeneo (enregistrament en directe Glyndebourne 1951 sota Fritz Busch, producció d'estudi amb fragments; producció d'estudi 1956 sota John Pritchard)
- Donna Elvira a Mozart, Don Giovanni (produccions d'estudi el 1955 amb Rudolf Moralt i el 1958 amb Ferenc Fricsay)
- Cherubino a Mozart, Les noces de Fígaro (producció d'estudi el 1950 sota Herbert von Karajan)
- Contessa a Mozart, Le nozze di Figaro (produccions d'estudi 1955 amb Vittorio Gui i 1956 amb Karl Böhm)
- Fiordiligi a Mozart, Così fan tutte (enregistrament en directe Glyndebourne 1951 amb Fritz Busch, producció d'estudi amb fragments 1950)
- Leonore a Beethoven, Fidelio (enregistrament en directe de Londres 1961 sota Otto Klemperer)
- Elisabetta in Verdi, Don Carlo (enregistrament en directe Salzburg 1958 sota Herbert von Karajan)
- Woglinde a Wagner, Das Rheingold (producció d'estudi de ràdio el 1953 sota Wilhelm Furtwängler)
- Gutrune i La tercera Norn i Woglinde a Wagner, Götterdämmerung (producció d'estudi de ràdio el 1953 sota Wilhelm Furtwängler)
- Compositor de R.Strauss, Ariadne auf Naxos (producció d'estudi el 1958 sota Erich Leinsdorf)
- Ocatavian a R.Strauss, Der Rosenkavalier (producció d'estudi el 1954 sota Erich Kleiber)
- Knusperhexe a Humperdinck, Hänsel und Gretel (adaptació televisiva de 1980 sota Georg Solti)
- Sexton in Janáček, Jenůfa (enregistrament en directe Los Angeles 1980 sota Albert Rosen)
- Mariza in Kálmán, Gräfin Mariza (producció d'estudi de l'Orquestra de la Ràdio d'Hamburg 1952 amb Wilhelm Stephan)
- Sena Jurinac – Enregistraments en directe 1950–1972 (des de Viena)

## Premis
- 1961: Creu d'Honor austríaca per a la Ciència i l'Art, 1r Classe
- 1964: Medalla Mozart de la Comunitat Mozart de Viena[3]
- 1967: Gran Condecoració d'Honor pels Serveis a la República d'Àustria (1952)
- 1968: Anell d'Honor de l'Òpera Estatal de Viena
- 1971: Membre honorari de l'Òpera Estatal de Viena[4]
- 2002: Condecoració d'Honor d'Or pels Serveis a l'Estat de Viena

## Honors
- El 2006, els Amics de l'Òpera Estatal de Viena, de la qual va ser el primer membre honorari, van establir com a premi l'Anell Sena Jurinac per a "actors humans". Els primers guanyadors d'aquest premi són Elīna Garanča i Plácido Domingo.[5]